# Унсага, Рамон
Рамо́н Игна́сио Унса́га А́сла (исп. Ramón Ignacio Unzaga Asla; 18 июля 1892, Бильбао — 31 августа 1923, Кабреро) — чилийский футболист, нападающий.

## Биография
Унсага, испанец, родился в Бильбао в 1894 году. В 1906 году его семья эмигрировала в Талькауано, город в Чили, где поселилась в XIII районе Био-Био.
После окончания школы Эсколапиос, Рамон Унсага начал работать в бухгалтерии шахты Шчегер, на угледобывающую компанию, снабжавшую почти всю страну.
Параллельно с работой в бухгалтерии, Унсага гонял мяч на многочисленных пляжах порта, где частенько играли не только взрослые, но и матросы с кораблей британского флота, привезших футбол в Южную Америку.
В 1912 году 18-летний Унсага приходит на просмотр в клуб «Талькауано» и производит отличное впечатление на комиссию по отбору, что клуб моментально приглашает Рамона к себе. Вскоре Унсага становится игроком основы Талькауано, а затем, приняв чилийское гражданство, и игроком сборной команды Чили, за которую выступал с 1916 по 1920 год.
Рамон Унсага считается одним из открывателей такого приема, как удар через себя в падении, который он впервые выполнил в 1914 году на стадионе Талькауано Морро. Его умение признали и другие страны, во время выступлений футболиста на чемпионатах Южной Америки. Удар тогда прозвали escuela chorera, а в аргентинской прессе la chilena.
Унсага был не только футболистом, он бегал 100 метров, 110 метров с барьерами, прыгал в длину, а также плавал в различных стилях, был ватерполистом и прыгал с вышки.
Рамон Унсага всегда был верен своему клубу, несмотря на многочисленные предложения из-за рубежа, так и закончив свои выступления в Талькауано. Муниципалитет города планирует установить в честь Унсаги памятник.